# National Soccer League (Papua-Neuguinea)
Die Premier Soccer League (PSL) ist die 2006 gegründete und höchste Spielklasse des nationalen Fußballverbands von Papua-Neuguinea.

## System
Derzeit gibt es in Papua-Neuguinea keine offizielle zweite Fußballliga. Allerdings existieren regionale Ligen, die als Unterbau zur PSL dienen. Der Meister der Premier Soccer League qualifiziert sich für die OFC Champions League.
Die Liga wird in einem ganz normalen Hin- und Rückspiel mit 14 Spieltagen ausgetragen.
Besonderheit beim Lae City FC: Der Lae City Dwellers FC spielte früher in der obersten Spielklasse. Nach internen Veränderungen entstand 2018 der Lae City FC als Nachfolgeverein. Aktuell spielen sogar beide Vereine parallel und treten beide in der PSL an.

## Aktuelle Saison
An der Saison 2024/25 nehmen insgesamt 8 Mannschaften teil. Der Meister qualifiziert sich für die OFC Champions League
Mannschaften in Saison 2024/25:
- Hekari United FC
- Gulf Komara F.C.
- Port Moresby Strikers
- Lae City FC
- FC Morobe Wawens
- United Highlands FC
- Lae City Dwellers FC
- Admiralty Islands FC

## Alle Meister
- 2006/07: PRK Souths United
- 2007/08: Hekari United FC
- 2008/09: Hekari United FC
- 2009/10: Hekari United FC
- 2010/11: Hekari United FC
- 2011/12: Hekari United FC
- 2012/13: Hekari United FC
- 2013/14: Hekari United FC
- 2014/15: Lae City FC
- 2015/16: Lae City FC
- 2016/17: Lae City FC
- 2018/19: Toti City FC
- 2019/20: Toti City FC
- 2020/21: Lae City FC
- 2021/22: aufgrund der Corona-Pandemie abgebrochen
- 2022/23: Lae City FC
- 2023/24: Hekari United FC
- 2024/25: Hekari United FC